# Barnmiljörådet
Barnmiljörådet var en myndighet i Sverige som inrättades 1980 och behandlade barns miljö, lek och säkerhet. Myndigheten avskaffades år 1993, efter att Sverige undertecknat FN:s barnkonvention, och ersattes i stället av Barnombudsmannen.
Under Margareta Perssons ledning under 1980-talet kom man att förknippas med kritik mot våldsamma TV-spel. Andra frågor som man behandlade var lekplatser.
Barnmiljörådet föregicks av Lekmiljörådet, som existerade mellan åren 1971 och 1980.